# Roger von Boch-Galhau
Johann Franz Roger von Boch-Galhau (* 10. Dezember 1873 in Mettlach, Landkreis Merzig-Wadern; † 22. Juli 1917 im Feldlazarett Alexandrowo, Kreis Birnbaum, an einer im Krieg zugezogenen Krankheit), Dr. sc. pol. (Politikwissenschaft), war deutscher Unternehmer, Gesellschafter in der 6. Generation und Generaldirektor des Familienunternehmens „Villeroy & Boch Keramische Werke“ sowie Gutsbesitzer auf Linslerhof und Mettlach. Im Ersten Weltkrieg diente er als preußischer Rittmeister der Reserve.

## Familie
Boch entstammte einer alten Kaufmannsfamilie aus Audun-le-Tiche (Département Moselle in Lothringen) und war der Sohn des Unternehmers und Geheimen Kommerzienrats René von Boch-Galhau (1843–1908) und der Marie Pescatore (1847–1929).
Er heiratete am 12. Januar 1904 auf Schloss Gimborn Maria Freiin von Fürstenberg (1880–1962), die Tochter des preußischen Rittmeisters und Gutsbesitzers Franz-Egon Freiherr von Fürstenberg, Herr auf den Gütern Gimborn und Eibach, und der Berthe, geborene Gräfin von Marchant und Ansembourg. Sie hatten drei Kinder: Renata (1907–1963), die seit 1931 mit Karl Friedrich Freiherr von Schönberg (1903–1975) verheiratet war, Franz Egon von Boch-Galhau (1909–1981) und Monika (1915–1993).

## Leben
Im Ersten Weltkrieg diente Boch als preußischer Rittmeister der Reserve.

## Bibliografie
- Dissertation: Geschichte der Töpferarbeiter von Staffordshire im 19. Jahrhundert, Cotta’sche Verlagsbuchhandlung, Stuttgart 1899.